# Iga Świątek
Iga Natalia Świątek (pronunciación en polaco: /ˈiɡa ˈɕfjɔntɛk/ (Varsovia, 31 de mayo de 2001) es una tenista profesional polaca. En abril de 2022 se clasificó como la n.° 1 del mundo en individuales femeninos de la WTA, ocupando el puesto durante un total de 125 semanas y ubicándose en el séptimo lugar en la lista de todos los tiempos por número de semanas en el número uno. Świątek ha ganado seis títulos de Grand Slam y convirtiéndose en la única jugadora polaca en alcanzar esta hazaña. Ha ganado Roland Garros cuatro veces, y el Campeonato de Wimbledon y el Abierto de Estados Unidos una vez cada uno. Świątek ha ganado 24 títulos individuales, incluidas las WTA Finals en 2023 y once WTA 1000. En 2024, se convirtió en la primera tenista polaca en ganar una medalla olímpica, obteniendo el bronce en individuales en los Juegos Olímpicos de Verano de París.
Como júnior, logró el título de dobles en el Torneo de Roland Garros en 2018 junto a Caty McNally, y también ganó el Campeonato de Wimbledon de 2018. Świątek comenzó a jugar regularmente en el circuito de la WTA Tour en 2019 y entró en el top 50 a los 18 años, después de su primera final del Tour y una aparición en la cuarta ronda del Abierto de Francia de 2019. Durante su carrera por el título de Roland Garros 2020, Świątek no perdió más de cinco juegos en ningún partido de individuales, venciendo en la final a la número 4 del mundo Sofía Kenin.Siendo la primera jugadora polaca en ganar un torneo Grand Slam, también se convirtió en la campeona de individuales más joven en el torneo desde Rafael Nadal en 2005, y la campeona de individuales femenino más joven desde Monica Seles en 1992. Entró en el top-10 del ranking WTA por primera vez en mayo de 2021 después de ganar el Masters de Roma 2021, tras vencer en la final a la ex-No.1 del mundo Karolína Plíšková por doble 6-0 en 46 minutos.
En 2022, Świątek ganó títulos WTA 1000 consecutivos en Doha e Indian Wells para alcanzar el número 2 en el ranking de la WTA. El 4 de abril de 2022, se convirtió en la número 1 del mundo, siendo la primera jugadora polaca en hacerlo. Durante este tiempo, Świątek acumuló una racha de 37 victorias consecutivas, la más larga en el WTA Tour en el siglo XXI. Con títulos importantes en el Torneo de Roland Garros y el Abierto de Estados Unidos, terminó 2022 como la dominante número 1. En 2023, defendió su título del Torneo de Roland Garros 2023 y se adjudicó las WTA Finals para terminar como número 1 de nuevo al final del año. Ha ganado el título del Roland Garros en cuatro de sus seis apariciones en el torneo, sin haber perdido nunca un partido antes de la cuarta ronda. El 30 de julio del 2023, Świątek se convirtió en la primera jugadora desde Serena Williams que han disputado 100 partidos como número 1 del ranking WTA, registrando un récord de 87-13 en sus primeros 100 partidos.
En 2023, fue nombrada Campeona de Campeones de L'Équipe y Personalidad Deportiva Polaca del Año e incluida en la lista anual de Time de las 100 personas más influyentes del mundo. El 17 de febrero de 2024, Świątek  se convirtió en la primera mujer en ganar el Torneo de Doha en tres ediciones consecutivas, de 2022 al 2024, algo que no se veía en ningún evento de categoría WTA 1000 desde que lo hiciera Serena Willians.

## Primeros años y antecedentes
Iga Świątek nació el 31 de mayo del 2001 en Varsovia, hija de Dorota y Tomasz Świątek, fue un remero Olímpico y compitió en los Juegos Olímpicos de 1988 en Seúl, Corea del Sur,mientras que su madre es ortodoncista . Tiene una hermana, Ágata, que es unos tres años mayor y es estudiante de odontología en la Universidad de Medicina de Lublin.
El padre de Świątek quería que sus hijas se convirtieran en atletas competitivas y prefería que practicarán un deporte individual, en lugar de un deporte de equipo para tener un mejor control de sus posibilidades de éxito. Agata inicialmente eligió la natación, pero cambió al tenis luego de que tuvo problemas con aquel deporte. Iga eligió el tenis como su hermana porque quería vencerla y también porque quería ser más como ella. Agata compitió brevemente en el ITF junior tour en 2013 a los 15 años de edad, pero dejó de jugar por problemas de lesiones. Iga entrenó en el club Mera Warszawa a los 14 años de edad, antes de incorporarse a la sección de tenis del Legia de Varsovia.
El 10 de octubre de 2021, Iga donó $50 000 de su premio en dinero en apoyo al Día Mundial de la Salud Mental, luego de avanzar a los octavos de final del BNP Paribas Open en Indian Wells. "Yo diría que en el deporte, para mí siempre fue importante usar ese tipo de ayuda porque siempre pensé que en mi fortaleza mental hay algo de fuerza que puedo usar en la pista y desarrollarme así también", dijo. Después de ganar Roland Garros en 2020, Świątek reveló que hablar con su psicóloga deportiva (Daria Abramowicz) la había ayudado a superar la línea. "Es bueno tener la mente abierta. Si necesita ese tipo de ayuda, hágalo. Si puede manejarlo y si tiene la mente abierta, creo que ayuda mucho", agregó Świątek.

## Carrera júnior

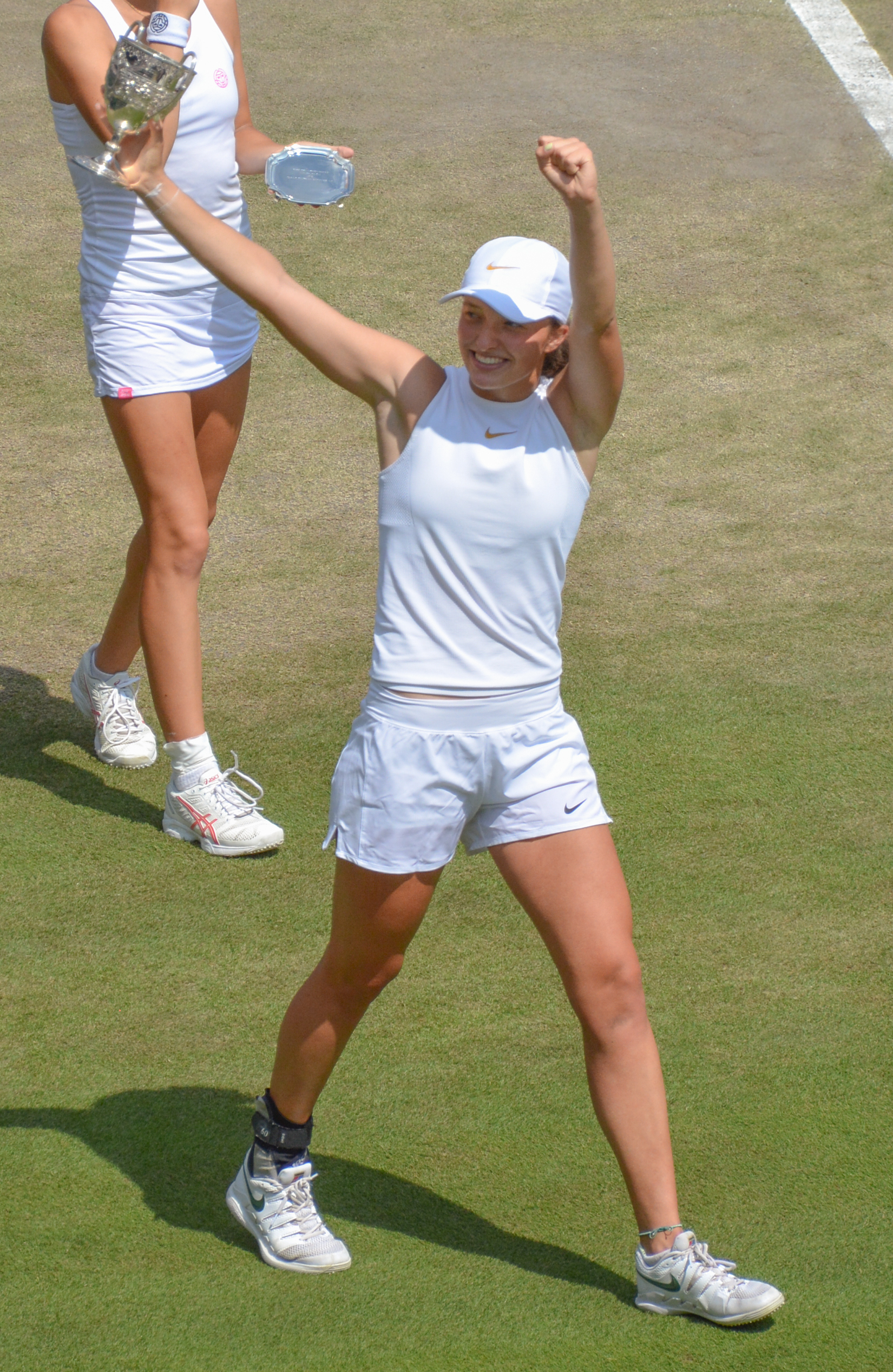
Świątek con el trofeo de campeón júnior de Wimbledon 2018

En 2014 Świątek representó a Polonia en las ITF World Junior Tennis Finals. En ganó todos sus partidos en 2014 para llevar a Polonia al noveno lugar de 16 equipos que participaban y en 2015, ayudó a su país a pasar el round robin invictas para alcanzar las semifinales. Ese mismo año, alcanzó el puesto número 5 en la clasificación más alta de su carrera como júnior.
Comenzó a competir en los torneos del Circuito Juvenil de la ITF en 2015 y ganó títulos consecutivos de Grado 4 de bajo nivel en abril y mayo a la edad de 13 años. Antes de finalizar el año, ascendió a torneos de Grado 2 y terminó subcampeona tanto en individuales como en dobles en el Czech Junior Open. En 2016, ascendió a la categoría de 16 años o menos en la  Copa Fed Juvenil, donde junto a sus compañeras Maja Chwalińska y Stefania Rogozińska-Dzik, se coronó campeona. Su victoria sobre Amanda Anisimova en la final fue crucial para el triunfo de Polonia, venciendo a Estados Unidos 2-1 en la final, donde derrotó a Amanda Anisimova en individuales antes de hacer equipo con Chwalińska para vencer a Caty McNally y Claire Liu en el partido decisivo final.
En 2016, Świątek hizo su debut en un Grand Slam júnior en el Torneo de Roland Garros donde alcanzó los cuartos de final tanto en individuales como en dobles. Acompañó a este resultado con su mejor título júnior hasta la fecha en un torneo de Grado 1 en el Canadian Open Junior Championships, venciendo a Olga Danilović en la final.
Świątek la primera mitad del 2017 fue bastante sólida, ganando títulos tanto en individuales como en dobles en el torneo de Grado 1 Traralgon Junior International. Aunque perdió su partido de primera ronda en el Abierto de Australia juvenil, junto a su compatriota Maja Chwalińska llegaron a su primera final en un torneo de Grand Slam, terminando como subcampeonas en dobles ante Bianca Andreescu y Carson Branstine. Luego alcanzó su primera final de Grado A en el Trofeo Bonfiglio, donde perdió contra Elena Rybakina. Su temporada llegó a su fin después de llegar a otro cuartos de final en Roland Garros, debido a que se sometió a una cirugía en su tobillo derecho que la mantuvo fuera de competición por siete meses.
A pesar de solo haber competido en dos torneos de Grand Slam en 2018 y tres eventos individuales en total, Świątek terminó su carrera juvenil con su mejor temporada. En Roland Garros luego de un año de ausencia, llegó a las semifinales en individuales, perdiendo contra su pareja en dobles Caty McNally, con quien ganó el título en parejas tras vencer a las japonesas Yuki Naito y Naho Sato, siendo su primer título de Grand Slam.
Świątek solo jugó individuales en Wimbledon, como una jugadora sin preclasificación debido a su ausencia, se enfrentó a la mayor cabeza de serie Whitney Osuigwe en la primera ronda. Luego de ganar ese partido en tres sets, Iga no perdió ningún set durante el resto del torneo y ganó el campeonato obteniendo su único título individual de Grand Slam juvenil.El último evento de la carrera juvenil de Świątek, fueron los Juegos Olímpicos de la Juventud de Buenos Aires 2018. Aunque Świątek perdió en cuartos de final contra Clara Burel, se hizo pareja con la eslovena Kaja Juvan y juntas ganaron la medalla de oro en dobles. En la final vencieron al equipo japonés Yuki Naito y Naho Sato.

## Carrera profesional

### 2016-2018: Invicta en siete finales ITF

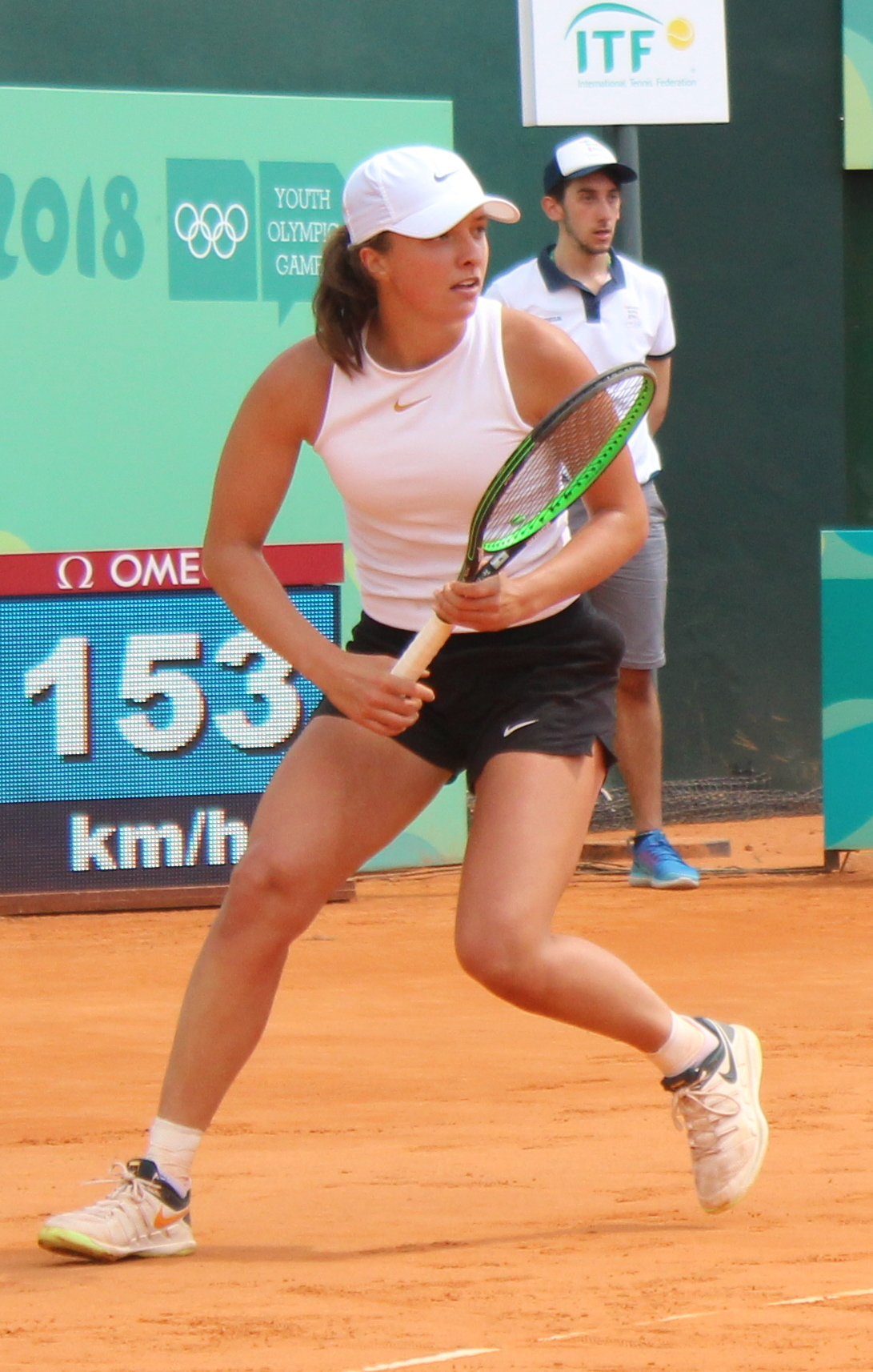
Iga Świątek en 2018

Świątek comenzó a competir en el Circuito Femenino ITF en 2016 y participó en este circuito hasta finales del 2018. Ganó las siete finales individuales de ITF que disputó, que incluyen cuatro títulos de nivel $10K a $15K uno en el nivel de $25K seguido de dos en el nivel de $60K. Consiguió sus primeros tres títulos a los 15 años de edad. El cuarto lo consiguió en febrero de 2018 en su primer torneo después de un descanso de siete meses debido a una lesión. Luego de un título nivel $25k en abril, Świątek ascendió a eventos de la ITF de nivel superior a finales de ese mes. 
Después de su título de Wimbledon junior en julio, se saltó el Abierto de Estados Unidos júnior para quedarse en Europa. Durante las dos semanas del Abierto de Estados Unidos, ganó títulos consecutivos de $60k en el NEK Ladies Open en Hungría y el Montreux Ladies Open en Suiza. Durante el segundo torneo, venció a la mayor cabeza de serie y n.º 120 del mundo Mariana Duque-Mariño. Estos dos eventos fueron los últimos dos torneos ITF de Świątek en el año. Con estos dos títulos, Świątek entró al top 200 por primera vez a la edad de 17 años, pasando del puesto n.º 298 al n.º 180 en esas dos semanas. Świątek finalizó el año en el puesto n.º 175.

### 2019: Primera final WTA y top 50
A pesar de nunca haber jugado en el WTA Tour antes del 2019, Świątek solo pudo competir en eventos a nivel WTA durante todo el año. Después de no poder clasificarse para el Torneo WTA de Auckland, se clasificó por primera vez a un cuadro principal WTA en el Abierto de Australia. En la primera ronda derrotó a la n.º 82 del mundo Ana Bogdan en tres sets, perdiendo en la siguiente ronda ante la n.º 27 del mundo Camila Giorgi. Se clasificó para su segundo cuadro principal en el Torneo WTA de Budapest donde llegó a los octavos de final. En marzo, intentó clasificarse para los torneos de WTA Premier Mandatory, quedando eliminada en la clasificación de ambos torneos. 

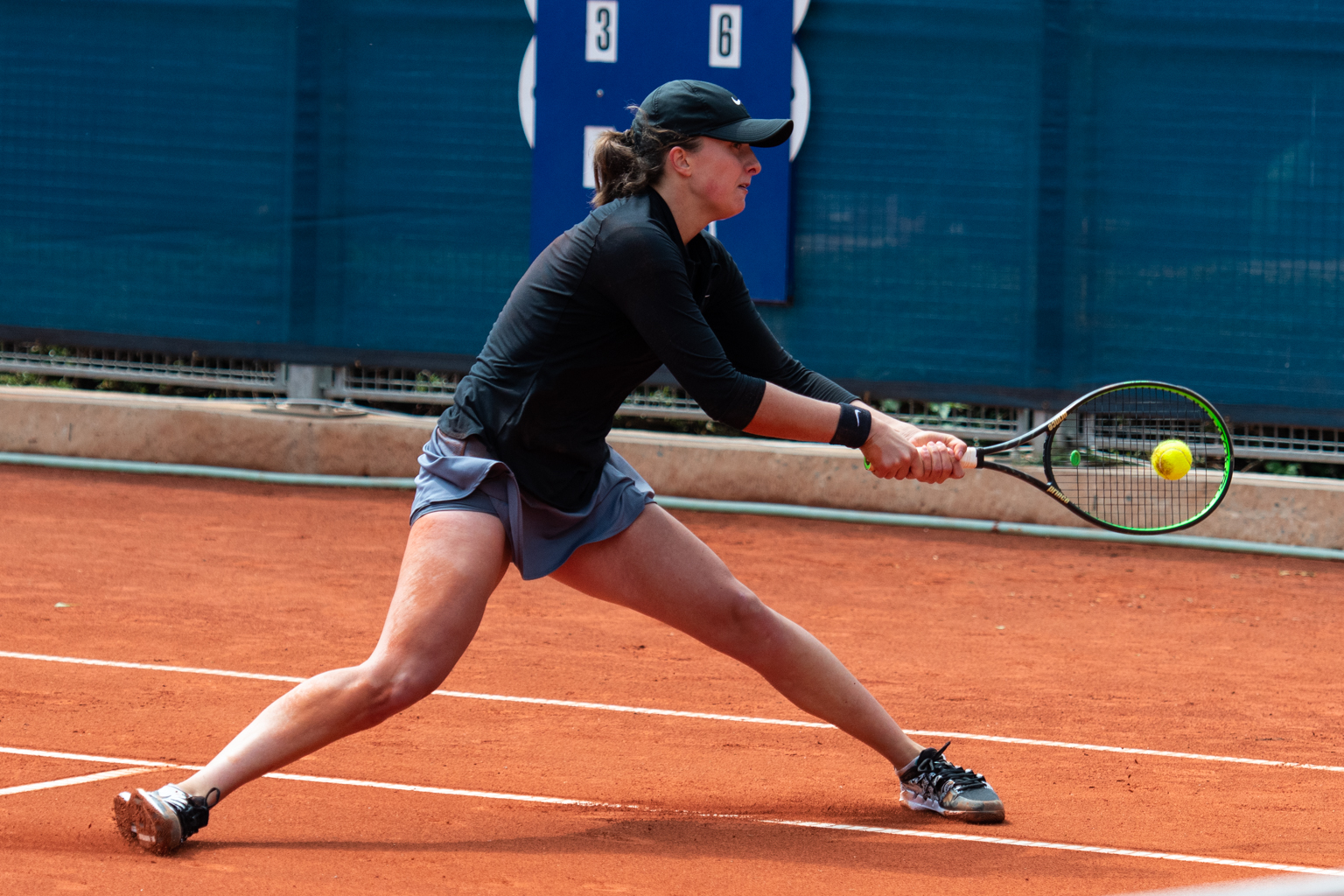
Świątek en el Torneo de Praga 2019

Świątek alcanzó su primera final WTA en abril en el Torneo de Lugano. Con su primera aceptación directa a un cuadro principal, derrotó a la tercera preclasificada Viktória Kužmová en la segunda ronda, esta sería su primera victoria sobre una jugadora top 50. En la final perdió ante Polona Hercog en tres sets. Además, un preciso drop de derecha cruzada que golpeó contra Kristýna Plíšková en la semifinal fue votada como el Tiro del Año de la WTA 2019. Gracias a esa final, Świątek entró por primera vez al top 100 con 17 años. Świątek cerró su temporada en polvo de ladrillo alcanzando la cuarta ronda del Torneo de Roland Garros en tan solo su segunda aparición en un Grand Slam. Allí venció a la preclasificada n.º 16 Wang Qiang en la segunda ronda para obtener su primera victoria sobre un top 20, finalmente perdería contra la campeona defensora Simona Halep en cuarta ronda.

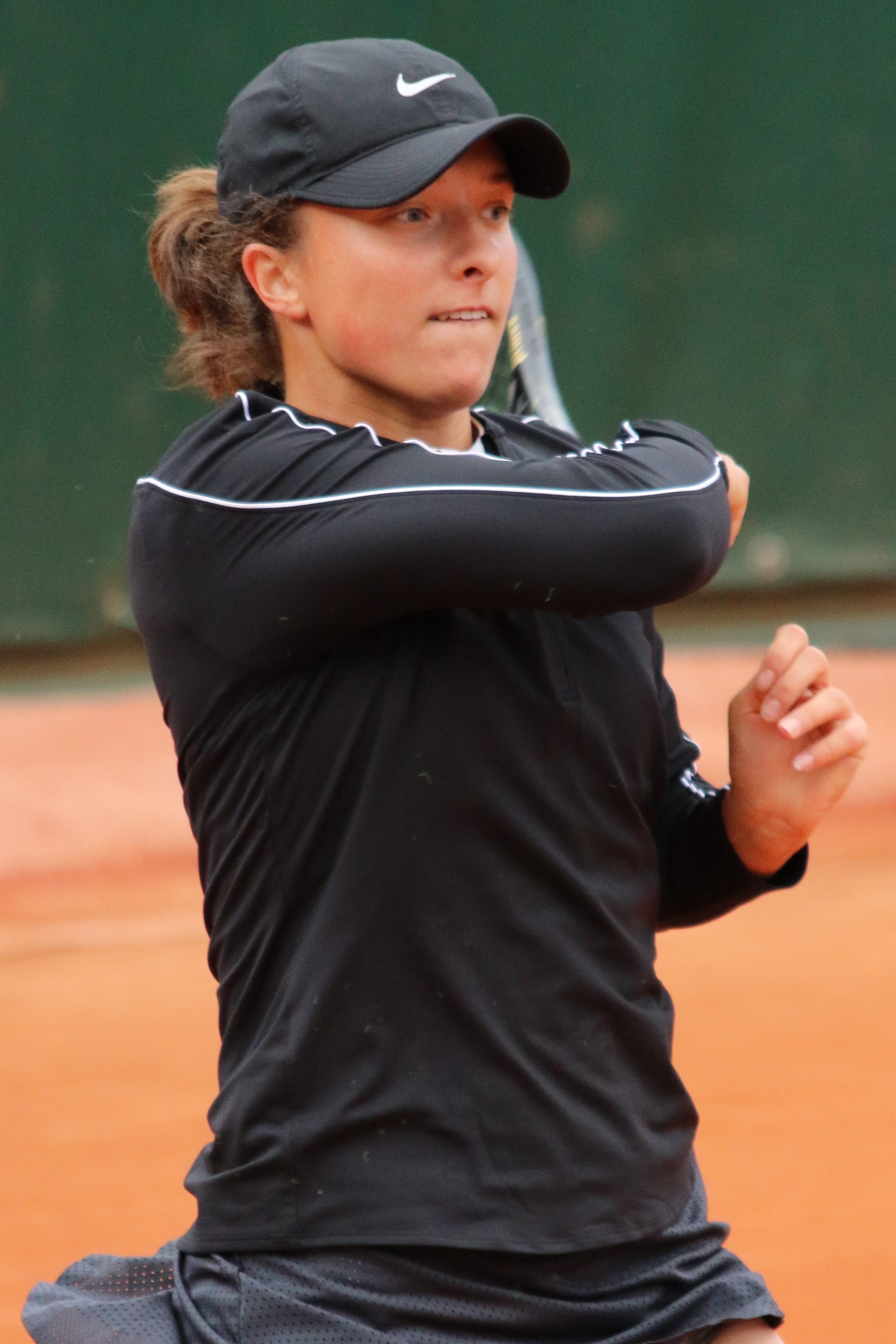
Świątek en Roland Garros 2019

Su temporada de césped no fue tan buena como la de polvo de ladrillo. Clasificó para el Torneo de Birmingham de 2019 perdiendo en la primera ronda. Recibió una wild card para Wimbledon donde volvió a perder en primera ronda. De esta manera Świątek finalizó su temporada sobre césped sin poder conseguir una victoria sobre esa superficie.
Su mejor resultado en la segunda mitad del año fue tercera ronda en el Masters de Canadá. Durante este evento venció a la n.º 18 del mundo, Caroline Wozniacki en segunda ronda. Świątek perdería en la siguiente ronda contra la n.º 2 del mundo Naomi Osaka. Una semana después de este resultado, Świątek entraría al top 50 por primera vez. Luego de perder en segunda ronda en el Abierto de Estados Unidos se perdió el resto de la temporada para someterse a una cirugía de pie, y finalizó el año en el puesto n.º 61 del mundo.

### 2020: Campeona del Torneo de Roland Garros, ingresó al top 20
Świątek hizo su regreso al circuito en el Abierto de Australia. Igualó su mejor resultado en un Grand Slam con otra aparición en cuarta ronda, esta vez destacada por una victoria sobre la n.º 20 del mundo Donna Vekić. Volvió a vencer a Vekić en el Torneo de Catar, su último partido antes de que el WTA Tour cancelara la gira por 6 meses debido a la Pandemia de COVID-19. Después de tantos meses de inactividad Świątek continuó su éxito en torneos importantes, una vez que se reanudó la gira jugó su primer partido ante la estadounidense Christina McHale, en el Masters de Cincinnati y perdió por un 2-6, 4-6. Luego de este torneo compitió en el Abierto de Estados Unidos donde perdería en tercera ronda ante la eventual la subcampeona Victoria Azarenka. Świątek inició su temporada de polvo de ladrillo en septiembre, debido a que fue reprogramada por la Pandemia de COVID-19. De cara al Torneo de Roland Garros sólo disputó, el Masters de Roma donde perdió en primera ronda.
Comienza el Torneo de Roland Garros como la número 54 del mundo, no obstante ganaría su primer título de la WTA. Durante el torneo derrotó en la primera ronda a la subcampeona del año anterior y n.º 20 del mundo Markéta Vondroušová por un 6-1, 6-2, en segunda ronda venció a la experta en dobles Su-Wei Hsieh, por 6-1, 6-4. En tercera ronda le ganó a Eugénie Bouchard por un 6-3, 6-2.En su siguiente partido se vuelve a encontrar con Simona Halep, dando la mayor sorpresa, tras lograr la victoria en la cuarta ronda sobre la primera cabeza de serie y número 2 del mundo, que estaba en una racha de 17 victorias consecutivas y también era la gran favorita para ganar el título, le ganó en 68 minutos por un dominante 6-1, 6-2. Świątek gana su partido de cuartos de final a la italiana Martina Trevisan por 6-3, 6-1 y en la semifinal a la argentina Nadia Podoroska, por 6-2, 6-1 convirtiéndose en La primera tenista en llegar a las semifinales de Roland Garros viniendo desde la fase de clasificación. En la final se enfrentó a la No. 6 del mundo Sofia Kenin a quien venció en dos sets 6-4, 6-1 para ganar su primer título de Grand Slam a la edad de 19 años,para convertirse en la primera jugadora polaca en ganar un título de individuales importante y la campeona del Abierto de Francia con la clasificación más baja en la historia de la clasificación de la WTA. También se convirtió en la campeona de individuales más joven en el torneo desde Rafael Nadal en 2005, y la campeona de individuales femeninos más joven desde Monica Seles en 1992. Ganó el título sin perder un set, o más de cinco games ante cualquier oponente, en total perdió 28 games, un récord con el que empató la segunda menor cantidad de games perdidos entre los campeones de individuales del Torneo de Roland Garros, detrás de solo 20 games que Steffi Graf perdió en 1988. Świątek también jugó en la modalidad de dobles, haciendo equipo con Nicole Melichar por primera vez. Alcanzaron la semifinal y tampoco perdieron un set hasta su último partido. Con este título, Świątek entró al top 20 por primera vez, avanzando hasta el puesto n.º 17 del mundo posición en la que terminaría el año, ya que Roland Garros fue su último torneo disputado.También jugó el evento de dobles, asociándose con Nicole Melichar llegaron a las semifinales y donde tampoco perdió un set hasta su último partido.

### 2021: Masters de Roma, Top-4 y WTA Finals

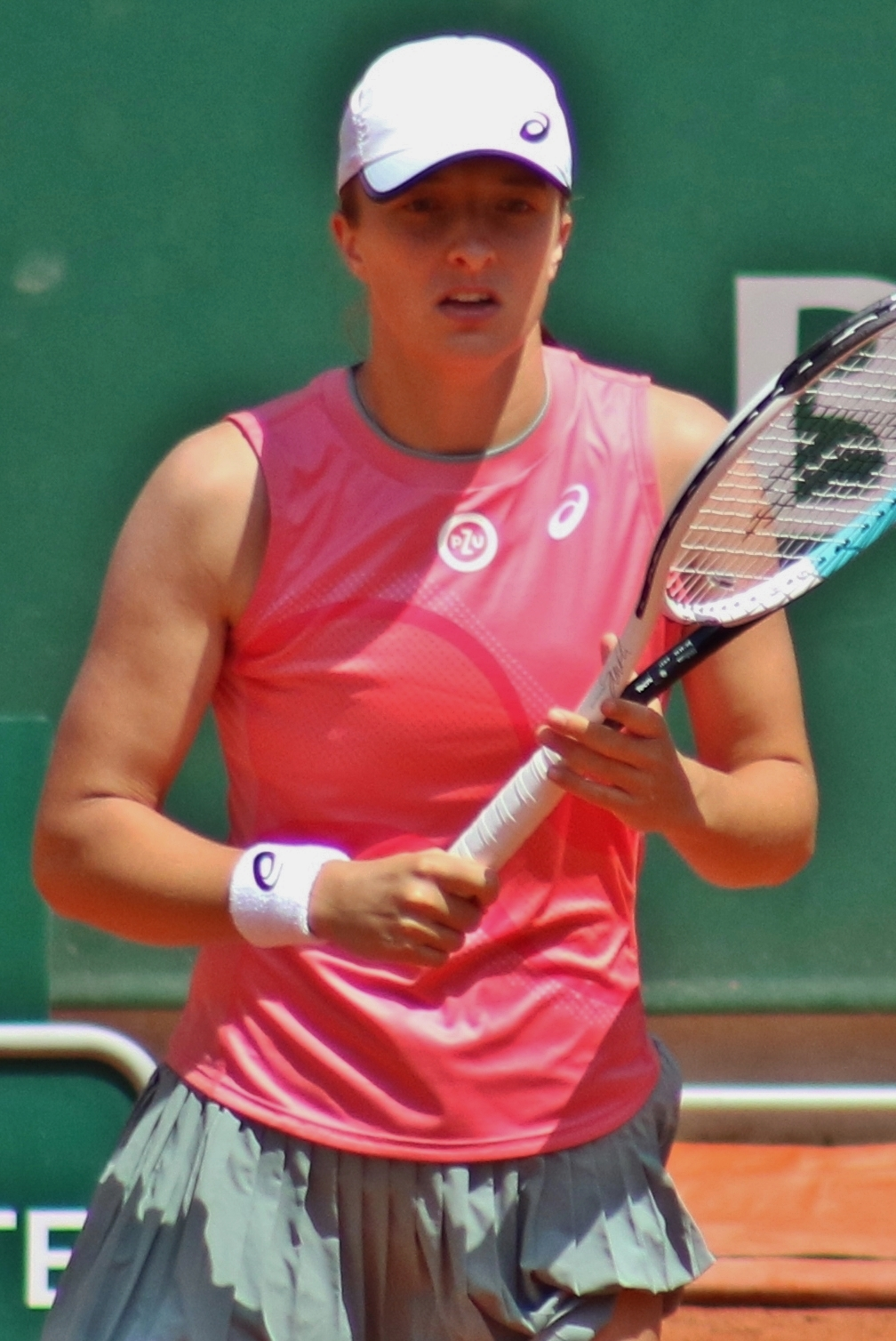
Iga Świątek en 2021

En el Abierto de Australia, Świątek entró como la preclasificada número 15 registró victorias sobre Arantxa Rus, Camila Giorgi, y Fiona Ferro para alcanzar la cuarta ronda por segundo año consecutivo, donde perdería ante Simona Halep en tres sets.En el Torneo de Adelaida venció a la suiza Belinda Bencic en la final para conseguir el segundo título de su carrera y como resultado, entró por primera vez al top 15 en marzo de 2021.Comenzó su temporada de polvo de ladrillo en el Masters de Madrid donde perdería en octavos de final contra la n.º 1 del mundo Ashleigh Barty.
Świątek, cabeza de serie número 15, ganó el primer título WTA 1000 de su carrera en el Masters de Roma de 2022, derrotado a la excampeona Karolína Plíšková en solo 46 minutos sin perder un solo juego, ganando por un 6-0, 6-0, para conseguir el tercer título de su carrera. Con esta victoria consigue entrar al top 10 por primera vez, ubicándose en el puesto n.º 9 del ranking WTA.Avanzó a la final después de derrotar a la dos veces campeona y n.º 5 del mundo, Elina Svitolina y a la segunda adolescente mejor clasificada, Coco Gauff el mismo día. Además de salvar match point en su partido de tercera ronda contra  la checa Barbora Krejčíková para lograr vencerla por un 3-6, 7-6, 7-5. También se convirtió en la cuarta adolescente en ganar un evento WTA 1000 junto a Victoria Azarenka, Belinda Bencic y Bianca Andreescu.
Comenzó su defensa al título del Torneo de Roland Garros 2020 como la preclasificada n.º 8 ganándole a Kaja Juvan en primera ronda, y luego a Rebecca Peterson en segunda ronda, logró vencer por primera vez a Anett Kontaveit en tercera ronda y a Marta Kotyuk para alcanzar los cuartos de final. Llegó a esta instancia ganando 22 sets seguidos en el torneo, pero perdió contra la griega Maria Sakkari en cuartos de final en dos sets.En dobles, cabeza de serie número 14 con Bethanie Mattek-Sands como pareja, jugando solo su tercer evento juntas, llegaron a la final  donde fueron derrotadas por las checas Kateřina Siniaková y Barbora Krejčíková, esta última también pasaría a coronarse campeona del torneo en la modalidad de individuales. Como resultado, Świątek alcanzó el top 50 en dobles como n.º 42 del mundo por primera vez.
Comenzó su temporada en canchas de césped previo al Campeonato de Wimbledon en el Torneo de Eastbourne, donde fue cabeza de serie número 4. En primera ronda se enfrentó a la británica Heather Watson, y tuvo que venir de un 1-4 en el tercer set para ganar el partido en 6-3, 6-7, 7-5 y conseguir su primera victoria WTA sobre césped. Świątek perdería en la siguiente ronda contra la rusa Daria Kasatkina. Como séptima cabeza de serie en Wimbledon, Świątek derrotó a Hsieh Su-wei, Vera Zvonareva e Irina-Camelia Begu, todas en sets seguidos. En la cuarta ronda, perdió ante Ons Jabeur, en tres sets.Semanas más tarde Świątek volvería a perder contra Ons Jabeur en la segunda ronda del Masters de Cincinnati. Con su victoria sobre Anett Kontaveit en la tercera ronda del Abierto de Estados Unidos 2021, se convirtió en la única jugadora que ha llegado a la segunda semana de los cuatro campeonatos principales en la temporada 2021. Perdió en cuarta ronda ante la suiza Belinda Bencic.
Świątek pudo clasificar al torneo de fin de año las WTA Finals, por primera vez en su carrera.gracias a haber alcanzado la semifinal en el torneo de Ostrava, resultado que también le sirvió para alcanzar por primera vez el top 5 en el ranking, ubicándose en la posición n.º 4 del mundo.No avanzaría del round robin tras perder sus partidos contra Sakkari por 2-6, 4-6 y luego Sabalenka por 6-2, 2-6, 5-7. Sin embargo terminaría el año con una victoria tras vencer a la española Paula Badosa por un 7-5, 6-4. Świątek finalizó el año dentro del top diez como la n.º 9 del mundo, luego de haber ganado dos títulos y finalizar con marca de 34 victorias y 14 derrotas, destacando su registro en arcilla donde ganó 12 partidos y solo perdió 2.

### 2022: N.º 1, dos Grand Slam y racha de 37 victorias consecutivas

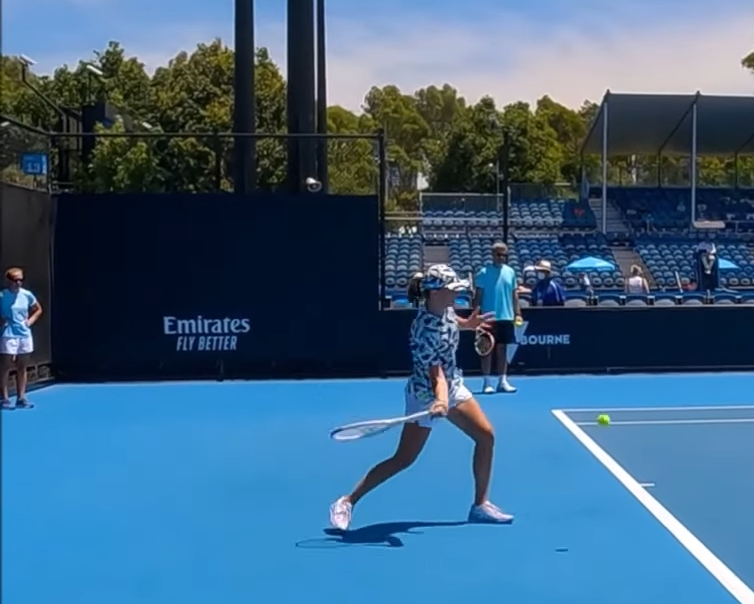
Iga Świątek durante una práctica en 2022

Świątek comenzó su temporada alcanzando las semifinales en el Torneo de Adelaida 2022 I, como quinta preclasificada, después de las victorias contra Daria Saville, Leylah Fernández y Victoria Azarenka, Świątek perdió ante la No. 1 del mundo Ashleigh Barty en las semifinales.
Świątek participó en el Abierto de Australia, donde fue cabeza de serie número siete. Derrotó a la jugadora de la clasificación Harriet Dart en la primera ronda, a Rebecca Peterson en la segunda ronda y a Daria Kasatkina en la tercera ronda. Todas las victorias fueron en sets corridos.  Alcanzó los cuartos de final en el torneo por primera vez después de derrotar a Sorana Cîrstea en la cuarta ronda.  A partir de enero de 2022, Świątek había llegado a la segunda semana de un Grand Slam en seis majors consecutivos, comenzando con su título del Abierto de Francia de 2020, estableciendo un récord para la racha más larga de progresiones en la segunda semana.  En cuartos de final derrotó a Kaia Kanepi en un partido de tres horas y un minuto antes de perder ante Danielle Collins en la semifinal. 
Después de una derrota en el partido de segunda ronda contra Jeļena Ostapenko, Świątek ganó los siguientes seis torneos en los que participó: Torneo de Doha 2022, Masters de Indian Wells, Masters de Miami, Torneo de Stuttgart, Masters de Roma y, para su segundo título importante, Torneo de Roland Garros, antes de perder ante Alizé Cornet en Wimbledon en la tercera ronda. Świątek alcanzó el  No.1 del ranking mundial de individuales y se convirtió en la cuarta y la mujer más joven (undécima jugadora en general) en completar el Sunshine Double (ganar los Masters de Indian Wells y Miami en un mismo año) en el proceso.  También acumuló una racha de 37 victorias consecutivas, la más larga del siglo XXI.  Świątek tuvo un desempeño bajo durante todo el verano. Perdió ante Caroline García en los cuartos de final en el Torneo de Varsovia, contra Beatriz Haddad Maia en la tercera ronda en Toronto y Madison Keys en la tercera ronda en el Masters de Cincinnati. Sin embargo, volvió a estar en forma en el Abierto de Estados Unidos de 2022, ganando su tercer major al derrotar a Ons Jabeur en la final. Se convirtió en la primera mujer en ganar el Torneo de Roland Garros y el Abierto de Estados Unidos en la misma temporada desde Serena Williams en 2013.
Świątek llegó a la final en el Torneo de Ostrava 2022, pero perdió ante Barbora Krejčíková en un partido de tres sets que duró 3 horas y 16 minutos, el partido más largo de su carrera hasta el momento. Posteriormente jugó en el Torneo de San Diego, ganando su octavo título al derrotar a Donna Vekić, en tres sets.  En las  WTA Finals de 2022 celebradas en Fort Worth, Texas, Świątek ganó la fase de grupos sin perder un set, derrotando a Daria Kasatkina, Caroline García y Coco Gauff, respectivamente. Sin embargo, fue derrotada por Aryna Sabalenka en las semifinales en tres sets. Terminó la temporada como la número uno al final del año y registró un récord de victorias y derrotas de 67-9 en 2022, la mayor cantidad de victorias en una sola temporada desde Serena Williams en 2013, destacando su récord de 19-1 sobre arcilla.  Świątek igualó la hazaña de Serena Williams en acumular más de 11,000 puntos de clasificación en una sola temporada, estableciendo el segundo mejor registro histórico de la WTA.

### 2023: Tercer título de Roland Garros y WTA Finals y N.° 1

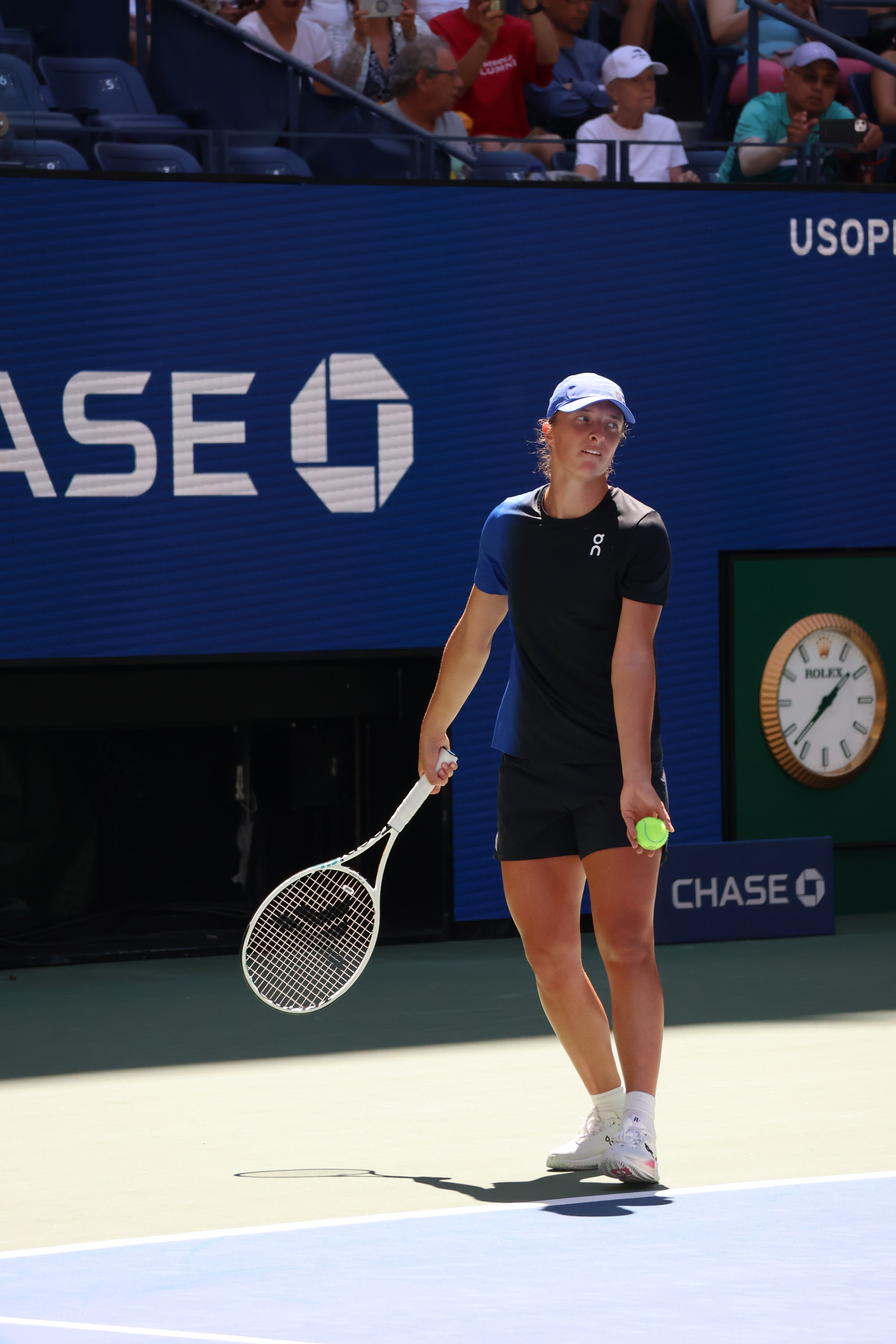
Świątek durante una práctica en el Abierto de Estados Unidos

La campaña de 2023 de Świątek fue estadísticamente menos dominante que su temporada de 2022, pero aun así logró ganar seis títulos en el año. Comenzó 2023 como la cuarta mujer en la historia de la WTA en estar clasificada como la número uno del mundo durante 40 o más semanas consecutivas en su primera etapa como jugadora mejor clasificada. En su primer torneo del año representando a Polonia en la United Cup, incluido Hubert Hurkacz , y llegando hasta las semifinales.  En el Abierto de Australia, perdió en la cuarta ronda en sets seguidos contra Elena Rybakina.
El 13 de marzo alcanzó su 50.ª semana consecutiva como n.º 1 del mundo.  En el Masters de Indian Wells de 2023 derrotó a Bianca Andreescu y Emma Raducanu en las tercera y cuarta ronda, ambas en sets corridos. Sin embargo, perdió una vez más ante Elena Rybakina en las semifinales, lo que impidió que Świątek defendiera su título de Indian Wells. Debido a una lesión en las costillas sufrida durante el evento de Indian Wells, Świątek se retiró del Masters de Miami 2023, lo que también le impidió defender su título.

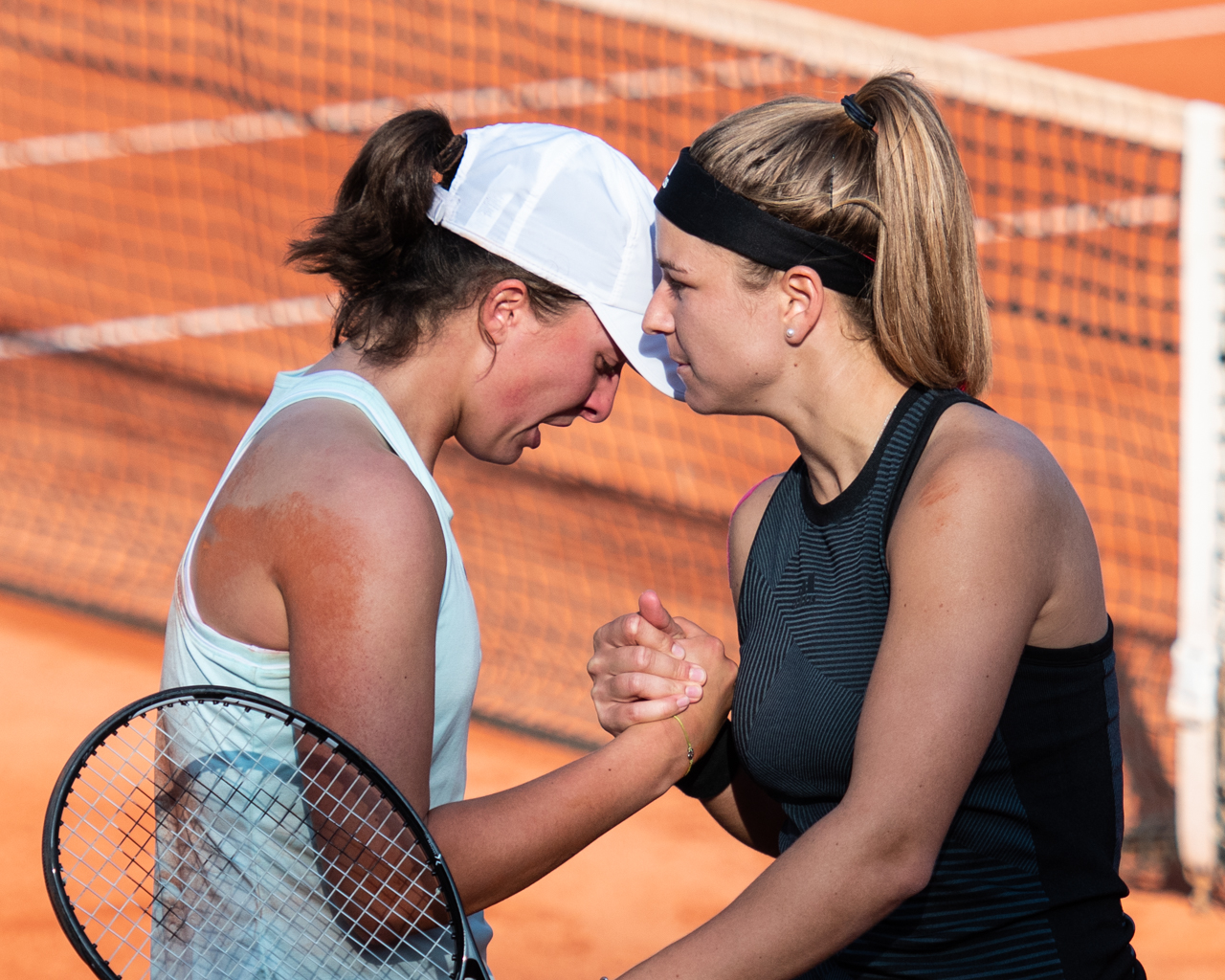
Iga Świątek & Karolína Muchová en la final de Roland Garros 2023

No ganó ningún torneo hasta el Torneo de Doha, cuando derrotó a Jessica Pegula en la final en sets seguidos, donde no cedió un set durante todo el torneo y solo perdió cinco juegos. En el Torneo de Dubái, derrotó a Leylah Fernandez, Liudmila Samsonova, Karolína Plíšková y la quinta cabeza de serie Coco Gauff, todos los partidos en sets seguidos con solo nueve juegos perdidos, para llegar a la final.  Perdió ante Barbora Krejčíková en sets seguidos, poniendo fin a su racha de seis victorias consecutivas.
La temporada de arcilla la vio defender con éxito su título del Torneo de Stuttgart en abril, alcanzó su tercera final WTA de la temporada al derrotar a Zheng Qinwen, Karolína Plíšková y Ons Jabeur (retirada). En la final, derrotó a la número 2 del mundo, Aryna Sabalenka, en sets seguidos y se adjudicó su decimotercer título individual de su carrera. En el Masters de Madrid alcanzó los cuartos de final por primera vez en este torneo al derrotar a Ekaterina Alexandrova.En la final, perdió ante Aryna Sabalenka en tres set.
En mayo, Świątek entró en el Masters de Roma como campeona defensora. En la segunda ronda, hizo un doblete con un bagel a Anastasia Pavlyuchenkova antes de derrotar a Lesia Tsurenko y Donna Vekić en las rondas siguientes. En los cuartos de final, se enfrentó a Elena Rybakina y se vio obligada a retirarse en el tercer set después de sufrir una lesión en el muslo derecho.
En el Torneo de Roland Garros, Świątek alcanzó su cuarta final importante sin perder un set, además de ganar su cuarto major y segundo Roland Garros consecutivo, al derrotar a Karolína Muchová en la final en tres set. También se convirtió en la primera mujer en defender el título desde Justine Henin en 2007.  Después de mejorar en la cancha de césped con una actuación en cuartos de final en Wimbledon,  que terminó con su racha de 14 partidos ganados, ganó su torneo local en el Torneo de Varsovia 2023.
En preparación para el Masters de Canadá , Świątek llegó a las semifinales en el evento, perdiendo ante la campeona Jessica Pegula, en tres sets. En el Cincinnati, Świątek derrotó a Danielle Collins, Zheng Qinwen y la actual campeona de Wimbledon, Markéta Vondroušová, antes de ser derrotada por primera vez por Coco Gauff en las semifinales.
En el Abierto de Estados Unidos, Świątek comenzó su defensa del título con victorias convincentes en las primeras tres rondas. Sin embargo, en la cuarta ronda fue derrotada por Jelena Ostapenko, lo que puso fin a su reinado como número uno del mundo, que duró 75 semanas como número uno, que es la tercera racha más larga en la Era Abierta entre las jugadoras en su primera etapa como la mejor jugadora, solo detrás de Steffi Graf y Martina Hingis.  El 25 de septiembre, Świątek comenzó su semana número 100 consecutiva en el top 10 del ranking de la WTA, convirtiéndose en la segunda polaca (después de Agnieszka Radwańska) en lograr este hito. 
Alcanzó su tercera final WTA 1000 y séptima en total de la temporada en el Torneo de Pekín 2023, derrotando a la tercera cabeza de serie Coco Gauff, poniendo fin a su racha de 16 victorias consecutivas.  Ganó su quinto título de la temporada y el 16.º en total con una victoria en sets seguidos sobre Liudmila Samsonova.
Ganó las WTA Finals 2023 al derrotar a Jessica Pegula en sets seguidos en menos de una hora y regresó al puesto número uno del mundo al final del año por segundo año consecutivo. Fue su 68.° partido ganado de la temporada. Se convirtió en la primera mujer desde Serena Williams en 2012 en ganar el título sin perder un set.También perdió solo 20 juegos durante todo el torneo, la menor cantidad desde la reintroducción del formato todos contra todos en 2003 y superó el récord de Serena Williams de 32 juegos perdidos en general. Al conceder solo un juego a Jessica Pegula, Świątek también rompió el récord de menos juegos perdidos en una final, en poder de Martina Navratilova en 1983 y Kim Clijsters en 2003 (dos cada una).

### 2024: Cuarto título de Roland Garros, medalla de bronce olímpica y suspensión temporal
Świątek participó en la United Cup una competición internacional por equipos representando a Polonia. Llegó a la final ganando todos sus partidos individuales y recibió el premio a la MVP del evento.  En la tercera ronda del Abierto de Australia, fue derrotada por Linda Nosková en tres sets y, como resultado de esta derrota, su racha de 18 partidos ganados llegó a su fin, que comenzó en septiembre de 2023. A pesar de esta derrota anterior, mantuvo su puesto número uno mundial.
En febrero, Świątek entró en el Torneo de Doha como dos veces campeona defensora. Llegó a la final después de haber derrotado a Sorana Cîrstea, Ekaterina Alexandrova y Viktoria Azarenka. En la final, se enfrentó a Elena Rybakina y ganó en sets corridos  y se adjudicó su séptimo título WTA 1000. Świątek no perdió un set en su camino hacia el título por segundo año consecutivo. También se convirtió en la primera persona en ganar tres títulos consecutivos en Doha y la primera jugadora en ganar tres títulos consecutivos en el mismo torneo de cancha dura desde Serena Williams en 2015. En el siguiente torneo WTA 1000 en Dubai, alcanzó cuartos de final consecutivos derrotando a Elina Svitolina en octavos de final. Fue la cuarta jugadora desde la introducción del formato WTA-1000 en 2009 en llegar a cuartos de final en 9 o más apariciones consecutivas (entre Dubai 2023 - Dubai 2024) después de Serena Williams, Maria Sharapova y Agnieszka Radwańska.  Luego avanzó a las semifinales, donde perdió ante Anna Kalinskaya en sets seguidos.
En marzo, Świątek ganó el Masters de Indian Wells por segunda vez, derrotando a Maria Sakkari en la final. Este fue su segundo título de la temporada y el 19.º en total.  En el Masters de Miami, registró su victoria número 100 en un partido de su carrera en torneos WTA 1000 al derrotar a Camila Giorgi en una hora, en sets seguidos.
En abril, Świątek ingreso al Torneo de Stuttgart como dos veces campeona defensora y llegó a la semifinal donde perdió ante Elena Rybakina en tres sets,  lo que puso fin a su racha de 10 victorias consecutivas en el torneo.  En el mismo mes, entró en su semana número 100 como la actual No. 1 del mundo superando a Lindsay Davenport y pasando al noveno lugar en la tabla de todos los tiempos.  En el Masters de Madrid , llegó a la final donde se enfrentó a la campeona defensora y segunda cabeza de serie Aryna Sabalenka, siendo el partido más largo en su carrera hasta el momento, que duró más de tres horas. Świątek salvó tres puntos de campeonato en el tercer set y ganó el título número 20 de su carrera.  El partido ha sido elogiado como un clásico y el mejor de su rivalidad,  con Świątek afirmando que fue "la final más intensa y loca" que ha jugado.
En mayo, en el siguiente WTA 1000, el Masters de Roma, alcanzó una segunda final consecutiva con una victoria sobre la número 3 del mundo Coco Gauff en sets seguidos. En la final, volvió a vencer a Aryna Sabalenka, esta vez en sets seguidos, convirtiéndose en la tenista polaca más exitosa en términos de número de títulos ganados superando a Agnieszka Radwańska con 21. También fue su décimo título WTA 1000 y cuarto en arcilla, y el tercero en Roma. Se convirtió en la tercera jugadora después de Serena Williams y Dinara Safina en ganar Madrid-Roma en un mismo año,  y el primer jugador, mujer u hombre, en lograrlo desde 2013, cuando tanto Williams como Rafael Nadal.
Świątek ganó el Torneo de Roland Garros ,  que fue su tercer título consecutivo y el cuarto en total. Świątek solo perdió un set durante el torneo, que fue ante Naomi Osaka en la segunda ronda, donde Osaka tuvo punto de partido en el tercer set.  Después de derrotar a Osaka, Świątek perdió solo 17 juegos, derrotando a Marie Bouzková en la tercera ronda, Anastasia Potapova en la cuarta ronda, Markéta Vondroušová en los cuartos de final, Coco Gauff en la semifinal y Jasmine Paolini en la final. Świątek se convirtió en la tercera jugadora en la historia en ganar tres títulos consecutivos del Roland Garros, después de que Monica Seles y Justine Henin lo hicieran, y la segunda mujer en ganar Madrid, Roma y Roland Garros en la misma temporada, después de Serena Williams en 2013. 
El récord general de victorias de Świątek durante la gira de primavera de 2024 en tierra batida fue de 21-1, perdiendo solo ante Elena Rybakina en Stuttgart en abril. Desde su derrota allí, Świątek ha estado en una racha de 19 partidos ganados. Świątek, que no había jugado desde su triunfo en el Torneo de Roland Garros, perdió en la tercera ronda del Campeonato de Wimbledon de 2024 ante Yulia Putintseva, poniendo así fin a su racha de 21 partidos ganados.
En los Juegos Olímpicos de Verano de 2024, Świątek derrotó a Irina-Camelia Begu, Diane Parry, Wang Xiyu y Danielle Collins. En la semifinal, perdió ante la eventual medallista de oro Zheng Qinwen en sets seguidos. Esto marcó la primera derrota de Świątek en París después de 1149 días de permanecer invicta. En el partido por la medalla de bronce, venció a Anna Karolína Schmiedlová en sets seguidos, convirtiéndose en la primera jugadora de Polonia en ganar una medalla olímpica en tenis. En el Masters de Cincinnati, Świątek llegó a semifinales, donde perdió ante la eventual campeona Aryna Sabalenka. En el Abierto de Estados Unidos de 2024, Świątek perdió en cuartos de final ante la subcampeona y local a Jessica Pegula.
Por haber usado una sustancia llamada trimetazidina, y luego de que aceptara la responsabilidad, se la suspendió un mes del circuito.

## Representación nacional

### Competiciones juveniles

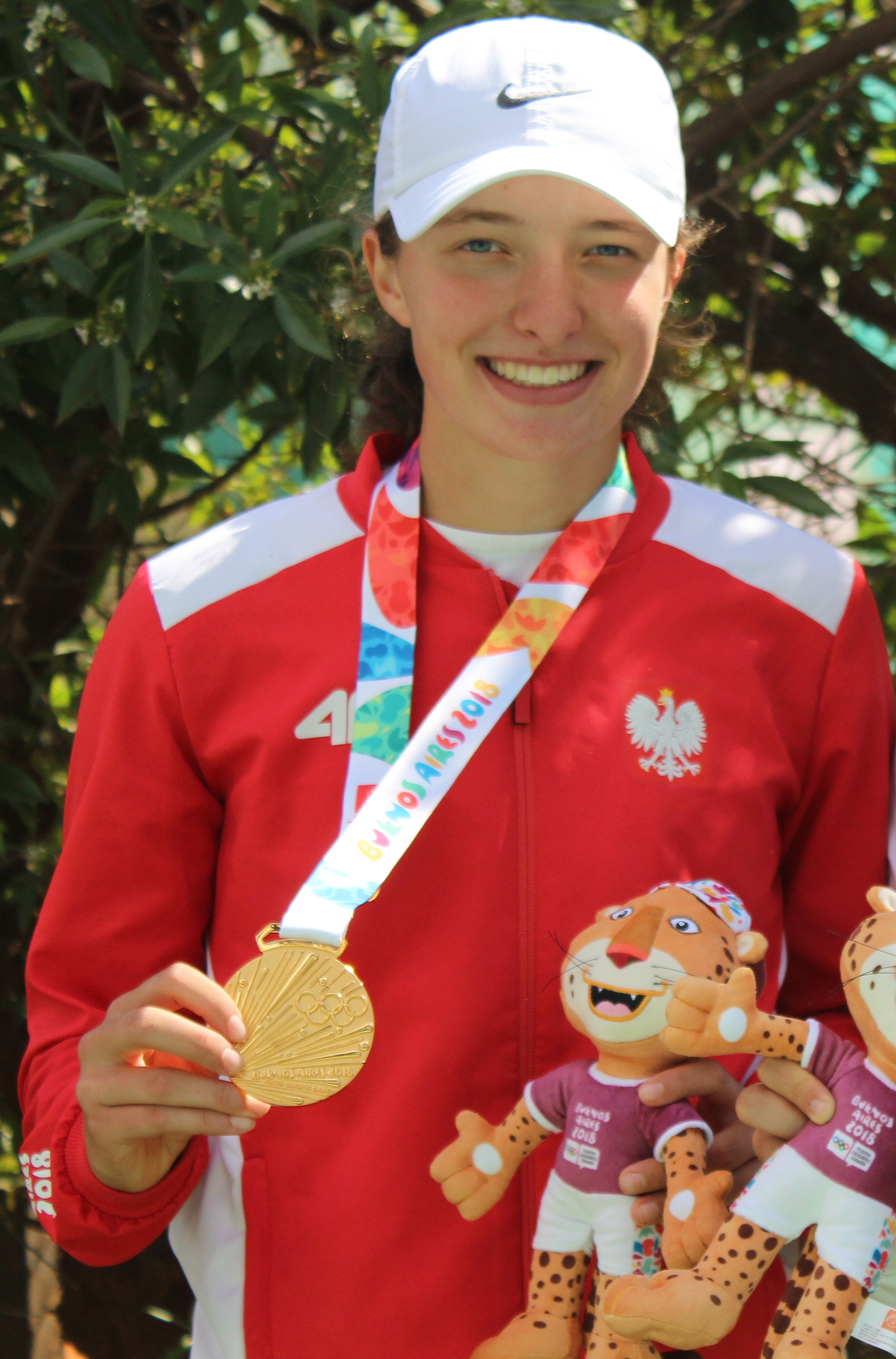
Iga Świątek con la medalla de oro en los Juegos Olímpicos de la Juventud Buenos Aires 2018

Świątek representó a Polonia en el ITF World Junior Tennis Finals para chicas de 14 años o menores en 2014 y en 2015. Ganó todos sus partidos en 2014 para llevar a Polonia al noveno lugar de 16 equipos que participaban. Al año siguiente, ayudó a Polonia pasar el round robin invictas para alcanzar las semifinales. Świątek avanzó a la categoría 16 años o menos en la Copa Fed Juvenil 2016, donde compitió junto a Maja Chwalińska y Stefania Rogozińska-Dzik. Polonia ganó el título venciendo a Estados Unidos 2-1 en la final. Świątek ganó dos de sus partidos en la eliminatoria final, venciendo a Amanda Anisimova en individuales antes de hacer equipo con Chwalińska para vencer a Caty McNally y Claire Liu en el partido decisivo final. El último evento de la carrera juvenil de Świątek fueron los Juegos Olímpicos de la Juventud de Buenos Aires 2018. Aunque Świątek perdió en cuartos de final contra Clara Burel, se unió a la eslovena Kaja Juvan y juntas ganaron la medalla de oro en dobles. En la final vencieron al equipo japonés Yuki Naito y Naho Sato, quienes también fueron las oponentes de Świątek en la final de Roland Garros de dobles de ese año.

### Copa Billie Jean King
Świątek hizo su debut en la Copa Billie Jean King en 2018 cuando Polonia estaba en el Grupo I Zona de Europa/África. Polonia no ganó su grupo de round robin en 2018 y en 2019. Świątek ganó su único partido individual en 2018. En 2019, solamente ganó uno de sus tres partidos individuales, y ganó ambos de sus partidos en dobles juntandose con Alicja Rosolska. Świątek ganó los tres partidos en individuales en los que participó en 2020 Grupo I Zona de Europa/África. En total, Świątek tiene un récord de 7-3 en la Copa BJK, compuesto por un 5-2 en individuales y 2-1 en dobles.

## Estilo de juego

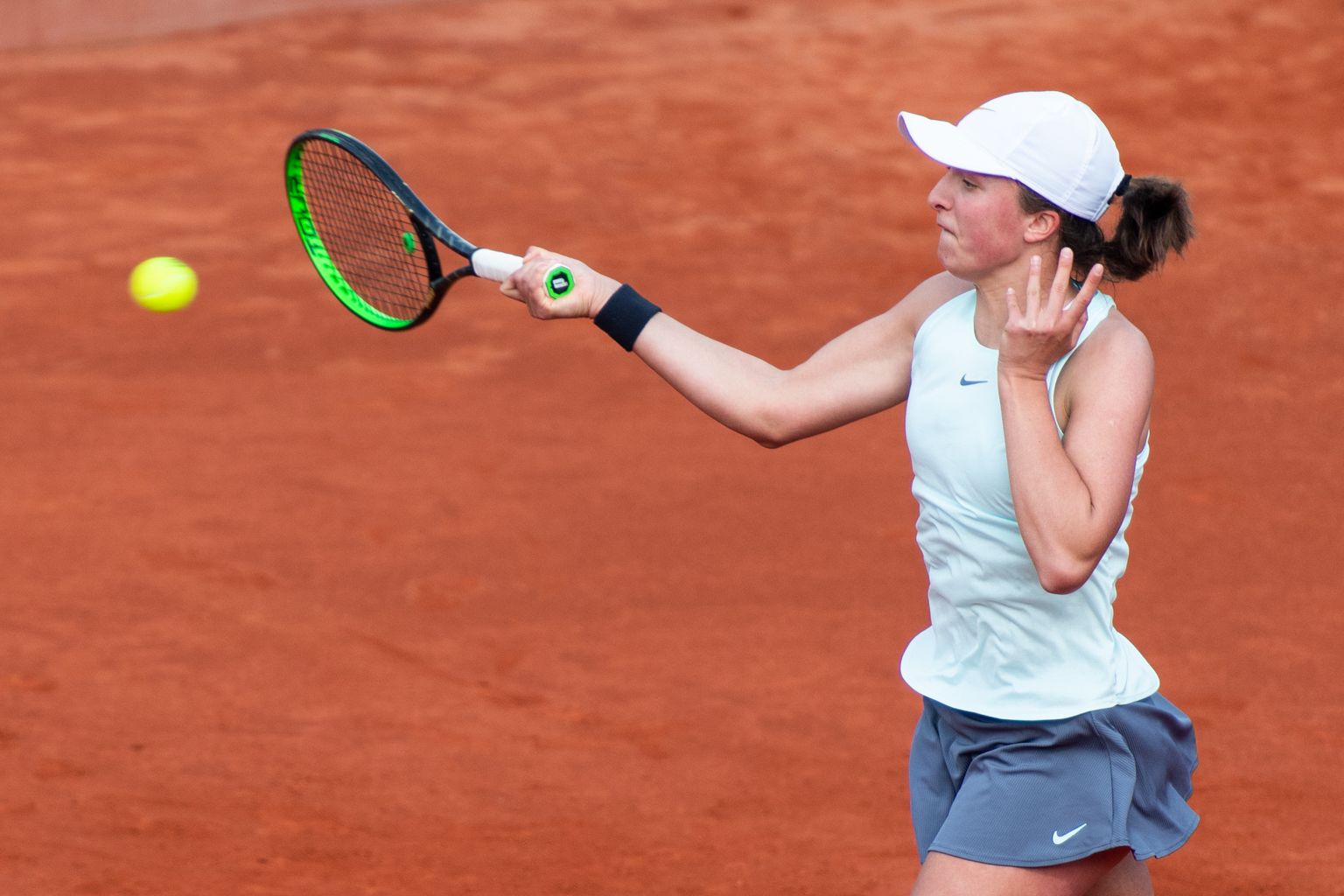
Iga Świątek ejecutando un tiro de derecha

Świątek tiene un estilo de juego agresivo para todas las canchas, e incorpora mucha variedad en su juego. Debido a que su estilo de juego se basa en atacar, es típico de ella generar grandes cantidades de tiros ganadores y también errores no forzados. Świątek ha descrito su estilo de juego en polvo de ladrillo como un buen servicio, topspin, y revés a la línea. A pesar de su estilo de juego agresivo, Świątek juega con margen, y construye los puntos cuidadosamente hasta que crea una oportunidad para realizar un tiro ganador, en sus siete partidos en el Torneo de Roland Garros 2020, hizo más tiros ganadores que errores no forzados. Su derecha y revés son rápidos y poderosos, con su derecha siendo ejecutada con significante topspin debido a la implementación de su extremo western grip, en el camino al título de Roland Garros el promedio de la velocidad de la derecha de Świątek fue de 73 mph (118 km/h), llegando a alcanzar velocidades de 79 mph (127 km/h), la derecha más rápida que cualquier otra mujer en el torneo, y la más rápida entre cualquier otro tenista exceptuando a Jannik Sinner. El topspin de su derecha alcanzó un total de 3453 rpm en Roland Garros, comparable con la derecha de su ídolo Rafael Nadal. El revés de Świątek alcanzó la velocidad de 76 mph (122 km/h) en Roland Garros 2020, el revés más rápido que cualquier mujer en el torneo e igualó a la velocidad del revés de Dominic Thiem, el cual obtuvo el revés más rápido de cualquier hombre en ese torneo.
Świątek no suele acercarse a la red, su juego se basa principalmente desde la línea de fondo. También posee un primer serivicio preciso, alcanzando velocidades de 114 mph (183 km/h), con un promedio de 103 mph (166 km/h), permitiéndole realizar aces, dictar el punto desde el primer golpe, y ganar una mayoría de puntos con el primer servicio. Świątek posee un efectivo kick serve (saque liftado), y un efectivo saque con slice, que son normalmente utilizados para el segundo servicio, previniendo a las oponentes anotar puntos gratis. También utiliza la dejada aunque en menos ocasiones. Świątek intenta tomar ventaja en un punto al pegarle a la pelota cuando esta se está levantando. Algunas otras fortalezas son su velocidad excepcional, movimiento, y el cubrimiento de la cancha detallado por su intricado trabajo de pies (footwork), y su inteligencia a la hora de construir puntos.
Su superficie favorita es el polvo de ladrillo, habiendo crecido jugando en esta superficie, aunque ha tenido éxito en todas las superficies. Su éxito en polvo de ladrillo está relacionado con su habilidad para deslizarse en la superficie; a medida que su carrera avanzó, Świątek también fue capaz de desarrollar esa habilidad en canchas duras y césped.

## Rivalidades

### Aryna Sabalenka
Iga Świątek y Aryna Sabalenka se han enfrentado 13 veces desde 2021, con Świątek dominando el duelo por 8-5 en competiciones oficiales. Se considera que su rivalidad tiene el potencial de ser contada entre las que dan forma a la historia del tenis. Su partido más elogiado es la final del Masters de Madrid 2024 en la que Świątek derrotó a la campeona defensora Sabalenka en tres sets después de 3 horas y 11 minutos, salvando también tres puntos de campeonato en el proceso. 

### Coco Gauff
Iga Świątek y Coco Gauff se han enfrentado en 15 ocasiones, desde las semifinales de Masters de Roma 2021, con un abrumador dominio de la polaca 11-4. Por la juventud de ambas están llamadas a marcar una época en el tenis, entre ambas suman 8 títulos de Grand Slam, se enfrentaron en la final del Torneo de Roland Garros 2022, Świątek derrotó a Gauff por 6-3, 6-1, y en la semifinales del Roland Garros en 2024, ganando nuevamente por 6-2, 6-4.

## Torneos de Grand Slam

### Individual

#### Títulos (6)
| Año  | Campeonato        | Oponente en la final | Resultado     |
| ---- | ----------------- | -------------------- | ------------- |
| 2020 | Roland Garros     | Sofia Kenin          | 6-4, 6-1      |
| 2022 | Roland Garros     | Coco Gauff           | 6-1, 6-3      |
| 2022 | Abierto de EE.UU. | Ons Jabeur           | 6-2, 7-6(5)   |
| 2023 | Roland Garros     | Karolína Muchová     | 6-2, 5-7, 6-4 |
| 2024 | Roland Garros     | Jasmine Paolini      | 6-2, 6-1      |
| 2025 | Wimbledon         | Amanda Anisimova     | 6-0, 6-0      |

### Dobles

#### Finalista (1)
| Año  | Campeonato    | Pareja                | Oponentes en la final                 | Resultado en final |
| ---- | ------------- | --------------------- | ------------------------------------- | ------------------ |
| 2021 | Roland Garros | Bethanie Mattek-Sands | Barbora Krejčíková Kateřina Siniaková | 4-6, 2-6           |

## Juegos Olímpicos

### Individual

#### Medalla de bronce
| Año  | Campeonato | Oponente en la final | Resultado |
| ---- | ---------- | -------------------- | --------- |
| 2024 | París 2024 | Anna Schmiedlová     | 6-2, 6-1  |

## Títulos WTA (24; 24+0)

### Individual (24)
| Leyenda | Leyenda              |
| ------- | -------------------- |
|         | Grand Slam (6)       |
|         | Juegos Olímpicos (0) |
|         | WTA Finals (1)       |
|         | WTA 1000 (11)        |
|         | WTA 500 (5)          |
|         | WTA 250 (1)          |

| N.º | N.º | Fecha                    | Torneo            | Superficie        | Oponente en la final | Resultado        |
| --- | --- | ------------------------ | ----------------- | ----------------- | -------------------- | ---------------- |
|     | 1.  | 10 de octubre de 2020    | Roland Garros     | Tierra batida     | Sofia Kenin          | 6-4, 6-1         |
|     | 2.  | 27 de febrero de 2021    | Adelaida          | Dura              | Belinda Bencic       | 6-2, 6-2         |
|     | 3.  | 16 de mayo de 2021       | Roma              | Tierra batida     | Karolína Plíšková    | 6-0, 6-0         |
|     | 4.  | 26 de febrero de 2022    | Doha              | Dura              | Anett Kontaveit      | 6-2, 6-0         |
|     | 5.  | 20 de marzo de 2022      | Indian Wells      | Dura              | María Sákkari        | 6-4, 6-1         |
|     | 6.  | 2 de abril de 2022       | Miami             | Dura              | Naomi Osaka          | 6-4, 6-0         |
|     | 7.  | 24 de abril de 2022      | Stuttgart         | Tierra batida (i) | Aryna Sabalenka      | 6-2, 6-2         |
|     | 8.  | 15 de mayo de 2022       | Roma (2)          | Tierra batida     | Ons Jabeur           | 6-2, 6-2         |
|     | 9.  | 4 de junio de 2022       | Roland Garros (2) | Tierra batida     | Coco Gauff           | 6-1, 6-3         |
|     | 10. | 10 de septiembre de 2022 | Abierto de EE.UU. | Dura              | Ons Jabeur           | 6-2, 7-6(5)      |
|     | 11. | 16 de octubre de 2022    | San Diego         | Dura              | Donna Vekić          | 6-3, 3-6, 6-0    |
|     | 12. | 18 de febrero de 2023    | Doha              | Dura              | Jessica Pegula       | 6-3, 6-0         |
|     | 13. | 23 de abril de 2023      | Stuttgart         | Tierra batida (i) | Aryna Sabalenka      | 6-3, 6-4         |
|     | 14. | 10 de junio de 2023      | Roland Garros (3) | Tierra batida     | Karolína Muchová     | 6-2, 5-7, 6-4    |
|     | 15. | 30 de julio de 2023      | Varsovia          | Dura              | Laura Siegemund      | 6-0, 6-1         |
|     | 16. | 8 de octubre de 2023     | Pekín             | Dura              | Liudmila Samsónova   | 6-2, 6-2         |
|     | 17. | 6 de noviembre de 2023   | WTA Finals        | Dura              | Jessica Pegula       | 6-1, 6-0         |
|     | 18. | 17 de febrero de 2024    | Doha (2)          | Dura              | Elena Rybakina       | 7-6(8), 6-2      |
|     | 19. | 17 de marzo de 2024      | Indian Wells (2)  | Dura              | María Sákkari        | 6-4, 6-0         |
|     | 20. | 4 de mayo de 2024        | Madrid            | Tierra batida     | Aryna Sabalenka      | 7-5, 4-6, 7-6(7) |
|     | 21. | 18 de mayo de 2024       | Roma (3)          | Tierra batida     | Aryna Sabalenka      | 6-2, 6-3         |
|     | 22. | 8 de junio de 2024       | Roland Garros (4) | Tierra batida     | Jasmine Paolini      | 6-2, 6-1         |
|     | 23. | 10 de julio de 2025      | Wimbledon         | Hierba            | Amanda Anisimova     | 6-0, 6-0         |
|     | 24. | 18 de agosto de 2025     | Cincinnati        | Dura              | Jasmine Paolini      | 7-5, 6-4         |

#### Finalista (5)
| N.º | N.º | Fecha                 | Torneo      | Superficie    | Oponente en la final | Resultado        |
| --- | --- | --------------------- | ----------- | ------------- | -------------------- | ---------------- |
|     | 1.  | 14 de abril de 2019   | Lugano      | Tierra batida | Polona Hercog        | 3-6, 6-3, 3-6    |
|     | 2.  | 9 de octubre de 2022  | Ostrava     | Dura (i)      | Barbora Krejčíková   | 7-5, 6-7(4), 3-6 |
|     | 3.  | 25 de febrero de 2023 | Dubái       | Dura          | Barbora Krejčíková   | 4-6, 2-6         |
|     | 4.  | 6 de mayo de 2023     | Madrid      | Tierra batida | Aryna Sabalenka      | 3-6, 6-3, 3-6    |
|     | 5.  | 22 de junio de 2025   | Bad Homburg | Césped        | Jessica Pegula       | 4-6, 5-7         |

### Dobles (0)
| Leyenda | Leyenda                    |
| ------- | -------------------------- |
|         | Grand Slam (0)             |
|         | Juegos Olímpicos (0)       |
|         | WTA Tour Championships (0) |
|         | WTA 1000 (0)               |
|         | WTA 500 (0)                |
|         | WTA 250 (0)                |

#### Finalista (1)
| N.º | N.º | Fecha               | Torneo        | Superficie    | Pareja                | Oponentes en la final                 | Resultado |
| --- | --- | ------------------- | ------------- | ------------- | --------------------- | ------------------------------------- | --------- |
|     | 1.  | 13 de junio de 2021 | Roland Garros | Tierra batida | Bethanie Mattek-Sands | Barbora Krejčíková Kateřina Siniaková | 4-6, 2-6  |

## Títulos ITF

### Individual: 7
| Leyenda | Leyenda             |
| ------- | ------------------- |
|         | $100,000 torneos    |
|         | $80,000 torneos     |
|         | $60,000 torneos (2) |
|         | $25,000 torneos (1) |
|         | $15,000 torneos (4) |

| Títulos por superficie |
| ---------------------- |
| Dura (2)               |
| Tierra batida (5)      |
| Hierba (0)             |
| Alfombra (0)           |

| Núm | Fecha              | Torneo                      | Tier | Tier   | Superficie        | Adversario           | Puntuación    |
| --- | ------------------ | --------------------------- | ---- | ------ | ----------------- | -------------------- | ------------- |
| 1.  | Octubre de 2016    | ITF Estocolmo, Suecia       |      | 15 000 | Dura (i)          | Laura Ioana Paar     | 6-4, 6-3      |
| 2.  | Febrero de 2017    | ITF Bergamo, Italia         |      | 15 000 | Tierra batida (i) | Martina Di Giuseppe  | 6-4, 3-6, 6-3 |
| 3.  | Mayo de 2017       | ITF Győr, Hungría           |      | 15 000 | Tierra batida     | Gabriela Horáčková   | 6-2, 6-2      |
| 4.  | Febrero de 2018    | ITF Sharm El Sheikh, Egipto |      | 15 000 | Dura              | Britt Geukens        | 6-3, 6-1      |
| 5.  | Abril de 2018      | ITF Pelham, Estados Unidos  |      | 25 000 | Tierra batida     | Allie Kiick          | 6-2, 6-0      |
| 6.  | Septiembre de 2018 | ITF Budapest, Hungría       |      | 60 000 | Tierra batida     | Katarina Zavatska    | 6-2, 6-2      |
| 7.  | Septiembre de 2018 | ITF Montreux, Suiza         |      | 60 000 | Tierra batida     | Kimberley Zimmermann | 6-2, 6-2      |

## Finales júnior de Grand Slam

### Individuales júnior
| Resultado | Año  | Campeonato | Superficie | Rival       | Marcador |
| --------- | ---- | ---------- | ---------- | ----------- | -------- |
| Ganadora  | 2018 | Wimbledon  | Hierba     | Leonie Küng | 6-4, 6-2 |

### Dobles júnior
| Resultado   | Año  | Campeonato           | Superficie    | Pareja          | Rivales                           | Marcador    |
| ----------- | ---- | -------------------- | ------------- | --------------- | --------------------------------- | ----------- |
| Subcampeona | 2017 | Abierto de Australia | Dura          | Maja Chwalińska | Bianca Andreescu Carson Branstine | 1-6, 6-7(4) |
| Ganadora    | 2018 | Roland Garros        | Tierra batida | Caty McNally    | Yuki Naito Naho Sato              | 6-2, 7-5    |

## Clasificación histórica
Leyenda
| G | F | SF | CF | #R | RR | C# | P# | NSC | NE | A | Z# | PO | O | P | B | ATP# | TI | TD | ND |

Solo se incluyen en el historial de victorias y derrotas los resultados de los cuadros principales de los torneos del circuito de la WTA, Grand Slam, la Copa Billie Jean King Cup (anteriormente Fed Cup), United Cup, Copa Hopman y Juegos Olímpicos.
| Torneo                      | 2019                  | 2020                  | 2021                  | 2022                  | 2023                  | 2024                  | 2025                  | Títulos               | G-P                   | %                     |                      |
| Torneos de Grand Slam       | Torneos de Grand Slam | Torneos de Grand Slam | Torneos de Grand Slam | Torneos de Grand Slam | Torneos de Grand Slam | Torneos de Grand Slam | Torneos de Grand Slam | Torneos de Grand Slam | Torneos de Grand Slam | Torneos de Grand Slam |                      |
| --------------------------- | --------------------- | --------------------- | --------------------- | --------------------- | --------------------- | --------------------- | --------------------- | --------------------- | --------------------- | --------------------- | -------------------- |
| Abierto de Australia        | 2R                    | 4R                    | 4R                    | SF                    | 4R                    | 3R                    | SF                    | 0 / 7                 | 17-6                  | 76%                   |                      |
| Roland Garros               | 4R                    | G                     | CF                    | G                     | G                     | G                     | SF                    | 4 / 7                 | 40-3                  | 93%                   |                      |
| Wimbledon                   | 1R                    | ND                    | 4R                    | 3R                    | CF                    | 3R                    | G                     | 1 / 6                 | 18-5                  | 78%                   |                      |
| Abierto de EE. UU.          | 2R                    | 3R                    | 4R                    | G                     | 4R                    | CF                    |                       | 1 / 6                 | 20-5                  | 80%                   |                      |
| Ganados-perdidos            | 5-4                   | 12-2                  | 13-4                  | 21-2                  | 17-3                  | 15-3                  | 17-2                  | 6/26                  | 100-20                | 83%                   |                      |
| Campeonatos de fin de año   |                       |                       |                       |                       |                       |                       |                       |                       |                       |                       |                      |
| WTA Finals                  | NSC                   | ND                    | RR                    | SF                    | G                     | RR                    |                       | 1 / 4                 | 11-4                  | 73%                   |                      |
| Representación nacional     |                       |                       |                       |                       |                       |                       |                       |                       |                       |                       |                      |
| Juegos Olímpicos            | ND                    | ND                    | 2R                    | ND                    | ND                    | B                     | ND                    | 0 / 2                 | 6-2                   | 75%                   |                      |
| Copa Billie Jean King       | Z1 PO                 | Z1 PO                 | Z1 PO                 | FC                    | A                     | SF                    |                       | 0 / 4                 | 12-2                  | 86%                   |                      |
| Torneos WTA 1000            |                       |                       |                       |                       |                       |                       |                       |                       |                       |                       |                      |
| Catar                       | NTI                   | 2R                    | NTI                   | G                     | NTI                   | G                     | SF                    | 2 / 4                 | 13-2                  | 87%                   |                      |
| Dubái                       | A                     | NTI                   | 3R                    | NTI                   | F                     | SF                    | CF                    | 0 / 4                 | 9-4                   | 69%                   |                      |
| Indian Wells                | C2                    | ND                    | 4R                    | G                     | SF                    | G                     | SF                    | 2 / 5                 | 22-3                  | 88%                   |                      |
| Miami                       | C2                    | ND                    | 3R                    | G                     | A                     | 4R                    | CF                    | 1 / 4                 | 12-3                  | 80%                   |                      |
| Madrid                      | A                     | ND                    | 3R                    | A                     | F                     | G                     | SF                    | 1 / 4                 | 17-3                  | 85%                   |                      |
| Roma                        | A                     | 1R                    | G                     | G                     | CF                    | G                     | 3R                    | 3 / 6                 | 21-3                  | 88%                   |                      |
| Canadá                      | 3R                    | ND                    | A                     | 3R                    | SF                    | A                     | 4R                    | 0 / 4                 | 8-4                   | 67%                   |                      |
| Cincinnati                  | 2R                    | 1R                    | 2R                    | 3R                    | SF                    | SF                    | G                     | 1 / 7                 | 13-6                  | 68%                   |                      |
| Guadalajara                 | ND                    | ND                    | ND                    | A                     | A                     | NTI                   | NTI                   | 0 / 0                 | 0-0                   |                       |                      |
| Pekín                       | A                     | ND                    | ND                    | ND                    | G                     | A                     |                       | 1 / 1                 | 6-0                   | 100%                  |                      |
| Wuhan                       | A                     | ND                    | ND                    | ND                    | ND                    | A                     |                       | 0 / 0                 | 0-0                   |                       |                      |
| Estadísticas de carrera     |                       |                       |                       |                       |                       |                       |                       |                       |                       |                       |                      |
| Año                         | 2019                  | 2020                  | 2021                  | 2022                  | 2023                  | 2024                  | 2025                  | Títulos               | G-P                   | %                     |                      |
| Torneos jugados             | 12                    | 6                     | 16                    | 17                    | 18                    | 15                    | 11                    | Total de carrera: 95  | Total de carrera: 95  | Total de carrera: 95  | Total de carrera: 95 |
| Títulos ganados             | 0                     | 1                     | 2                     | 8                     | 6                     | 5                     | 1                     | Total de carrera: 23  | Total de carrera: 23  | Total de carrera: 23  | Total de carrera: 23 |
| Finales disputadas          | 1                     | 1                     | 2                     | 9                     | 8                     | 5                     | 2                     | Total de carrera: 28  | Total de carrera: 28  | Total de carrera: 28  | Total de carrera: 28 |
| Total de ganados-perdidos   | 15-13                 | 16-5                  | 36-15                 | 67-9                  | 68-11                 | 64-9                  | 42-11                 | 23 / 96               | 309-73                | 81%                   |                      |
| % de victorias              | 54%                   | 76%                   | 71%                   | 88%                   | 86%                   | 88%                   | 79%                   | Total de carrera: 81% | Total de carrera: 81% | Total de carrera: 81% |                      |
| Clasificación de fin de año | 61                    | 17                    | 9                     | 1                     | 1                     | 2                     |                       |                       |                       |                       |                      |

## Ranking WTA al final de la temporada
| Año                     | 2016 | 2017 | 2018 | 2019 | 2020 | 2021 | 2022 | 2023 | 2024 |
| ----------------------- | ---- | ---- | ---- | ---- | ---- | ---- | ---- | ---- | ---- |
| Ranking en individuales | 847  | 727  | 186  | 60   | 17   | 9    | 1    | 1    | 2    |